# Леон (Канзас)
Леон (англ. Leon) — місто (англ. city) в США, в окрузі Батлер штату Канзас. Населення — 669 осіб (2020).

## Географія
Леон розташований за координатами 37°41′24″ пн. ш. 96°47′2″ зх. д. / 37.69000° пн. ш. 96.78389° зх. д. (37.690106, -96.784004).  За даними Бюро перепису населення США в 2010 році місто мало площу 1,94 км², уся площа — суходіл.

## Демографія
Згідно з переписом 2010 року, у місті мешкали 704 особи в 264 домогосподарствах у складі 188 родин. Густота населення становила 363 особи/км².  Було 297 помешкань (153/км²).
Расовий склад населення:
| - 91,9 % — білих - 2,0 % — корінних американців - 0,6 % — чорних або афроамериканців - 0,3 % — азіатів - 1,6 % — осіб інших рас |

До двох чи більше рас належало 3,7 %. Частка іспаномовних становила 3,0 % від усіх жителів.
За віковим діапазоном населення розподілялося таким чином: 30,3 % — особи молодші 18 років, 54,5 % — особи у віці 18—64 років, 15,2 % — особи у віці 65 років та старші. Медіана віку мешканця становила 34,6 року. На 100 осіб жіночої статі у місті припадало 102,3 чоловіків;  на 100 жінок у віці від 18 років та старших — 102,1 чоловіків також старших 18 років.
Середній дохід на одне домашнє господарство  становив 59 525 доларів США (медіана — 47 750), а середній дохід на одну сім'ю — 63 883 долари (медіана — 51 583). За межею бідності перебувало 6,3 % осіб, у тому числі 7,4 % дітей у віці до 18 років та 6,2 % осіб у віці 65 років та старших.
Цивільне працевлаштоване населення становило 326 осіб. Основні галузі зайнятості: освіта, охорона здоров'я та соціальна допомога — 19,0 %, виробництво — 16,0 %, роздрібна торгівля — 15,6 %.